# Quarterflash
Quarterflash war eine in den 1980er Jahren bekannte Pop- und Rock-Band. Die Band, 1980 in Portland/Oregon (USA) gegründet, bestand aus den Mitgliedern Rindy Ross (Gesang und Saxophon), ihrem Mann Marv Ross (Gitarre), Jack Charles (Gesang und Gitarre), Rick DiGiallonardo (Keyboards), Rich Gooch (Bass) und Brian David Willis (Schlagzeug).

## Karriere
Die Band produzierte 1981 das bei Geffen Records erschienene Debütalbum „Quarterflash“. Dieses war ein großer Erfolg und beinhaltete zugleich die größten Hits der Band wie „Harden My Heart“ (Platz 3 der US-Billboard-Charts) und „Find Another Fool“ (Platz 16).
Das zweite Album der Band, das 1983 produzierte „Take Another Picture“ brachte noch einen Hit mit dem Titel „Take Me to Heart“ (Platz 14) hervor. Jedoch war dieses Album insgesamt schon nicht mehr so erfolgreich wie das Debütalbum.
1985 produzierte die Band dann ihr vorläufig letztes Album „Back Into Blue“ und löste sich dann (nach der Trennung von Geffen Records) auf.
Fünf Jahre später, 1990, fand die Band noch einmal zusammen und produzierte das bei Epic Records erschienene Album „Girl In the Wind“. Danach löste sich die Band endgültig auf.
Rindy und Marv Ross spielen heute in einer in deren Region populären Band namens „The Oregon Trail Band“.

## Diskografie

### Studioalben
| Jahr | Titel                | Höchstplatzierung, Gesamtwochen, AuszeichnungChartplatzierungen (Jahr, Titel, Platzierungen, Wochen, Auszeichnungen, Anmerkungen) | Höchstplatzierung, Gesamtwochen, AuszeichnungChartplatzierungen (Jahr, Titel, Platzierungen, Wochen, Auszeichnungen, Anmerkungen) | Höchstplatzierung, Gesamtwochen, AuszeichnungChartplatzierungen (Jahr, Titel, Platzierungen, Wochen, Auszeichnungen, Anmerkungen) | Höchstplatzierung, Gesamtwochen, AuszeichnungChartplatzierungen (Jahr, Titel, Platzierungen, Wochen, Auszeichnungen, Anmerkungen) | Höchstplatzierung, Gesamtwochen, AuszeichnungChartplatzierungen (Jahr, Titel, Platzierungen, Wochen, Auszeichnungen, Anmerkungen) | Anmerkungen                        |
| Jahr | Titel                | DE | AT | CH | UK | US | Anmerkungen                        |
| ---- | -------------------- | --- | --- | --- | --- | --- | ---------------------------------- |
| 1981 | Quarterflash         | — | — | — | — | US8 Platin · (52 Wo.)US | Erstveröffentlichung: Oktober 1981 |
| 1983 | Take Another Picture | — | — | — | — | US119 (22 Wo.)US | Erstveröffentlichung: Oktober 1983 |
| 1985 | Back into Blue       | — | — | — | — | US150 (5 Wo.)US | Erstveröffentlichung: Oktober 1985 |

grau schraffiert: keine Chartdaten aus diesem Jahr verfügbar
Weitere Veröffentlichungen
- 1991: Girl in the Wind
- 1996: The Best of
- 1997: Harden My Heart: The Best of
- 2008: Goodbye Uncle Buzz
- 2013: Love Is a Road

### Singles
| Jahr | Titel Album                           | Höchstplatzierung, Gesamtwochen, AuszeichnungChartplatzierungen (Jahr, Titel, Album, Platzierungen, Wochen, Auszeichnungen, Anmerkungen) | Höchstplatzierung, Gesamtwochen, AuszeichnungChartplatzierungen (Jahr, Titel, Album, Platzierungen, Wochen, Auszeichnungen, Anmerkungen) | Höchstplatzierung, Gesamtwochen, AuszeichnungChartplatzierungen (Jahr, Titel, Album, Platzierungen, Wochen, Auszeichnungen, Anmerkungen) | Höchstplatzierung, Gesamtwochen, AuszeichnungChartplatzierungen (Jahr, Titel, Album, Platzierungen, Wochen, Auszeichnungen, Anmerkungen) | Höchstplatzierung, Gesamtwochen, AuszeichnungChartplatzierungen (Jahr, Titel, Album, Platzierungen, Wochen, Auszeichnungen, Anmerkungen) | Anmerkungen                          |
| Jahr | Titel Album                           | DE | AT | CH | UK | US | Anmerkungen                          |
| ---- | ------------------------------------- | --- | --- | --- | --- | --- | ------------------------------------ |
| 1981 | Harden My Heart Quarterflash          | DE51 (10 Wo.)DE | AT15 (6 Wo.)AT | CH5 (5 Wo.)CH | UK49 (5 Wo.)UK | US3 Gold · (24 Wo.)US | Erstveröffentlichung: September 1981 |
| 1982 | Find Another Fool Quarterflash        | — | — | — | — | US16 (13 Wo.)US | Erstveröffentlichung: Januar 1982    |
| 1982 | Right Kind of Love Quarterflash       | — | — | — | — | US56 (8 Wo.)US | Erstveröffentlichung: Mai 1982       |
| 1982 | Night Shift Nightshift (O.S.T.)       | — | — | — | — | US60 (8 Wo.)US | Erstveröffentlichung: August 1982    |
| 1983 | Take Me to Heart Take Another Picture | — | — | — | — | US14 (16 Wo.)US | Erstveröffentlichung: Juni 1983      |
| 1983 | Take Another Picture                  | — | — | — | — | US58 (6 Wo.)US | Erstveröffentlichung: September 1983 |
| 1985 | Talk to Me Back Into Blue             | — | — | — | — | US83 (6 Wo.)US | Erstveröffentlichung: Oktober 1985   |